# Waspompoen
De waspompoen (Benincasa hispida) is een eenjarige, eenhuizige plant uit de komkommerfamilie (Cucurbitaceae). Het is een kruipende of klimmende slingerplant met meterslange stengels met daaraan twee- tot drievoudig vertakte ranken die aan het uiteinde spiraalvormig zijn.
De stengels zijn kantig geribd en lichtgoen met op sommige plekken een ruwe beharing. De bladeren zijn 10-25 × 10–20 cm groot. De bladeren hebben een 10–35 cm lange, behaarde steel. De bladeren hebben in omtrek een hartvorm met vijf tot elf lobben met een zaagrand. De eenslachtige bloemen staan solitair in de bladoksels.
De vrucht is rond, cilindrisch of ovaal, tot 30 cm breed en de lengte is meestal 20–60 cm, maar er zijn uitschieters tot 2 m. De groene schil is bedekt met een makkelijk af te wrijven wittige waslaag, wat zijn Nederlandse naam verklaart. Ook heeft de waspompoen fijne, afstaande, stekelige haren op zijn schil. Het smaakloze vruchtvlees is wittig en doorschijnend. De vrucht bevat vele, tot 1,5 × 0,7 cm grote zaden.
De onrijpe waspompoen wordt na het verwijderen van de zaden in blokjes gesneden en gestoofd of gekookt. Ook kan waspompoen in soepen worden verwerkt. De jonge bladeren en de bloemknoppen kunnen ook worden gegeten. Tevens kunnen de geroosterde zaden worden gegeten. De waspompoen wordt verbouwd in India, Maleisië, Indonesië, China en op de Filipijnen en de Caraïben.
In Nederland wordt de waspompoen als geheel of gesneden en voorverpakt verkocht in Chinese supermarkten.

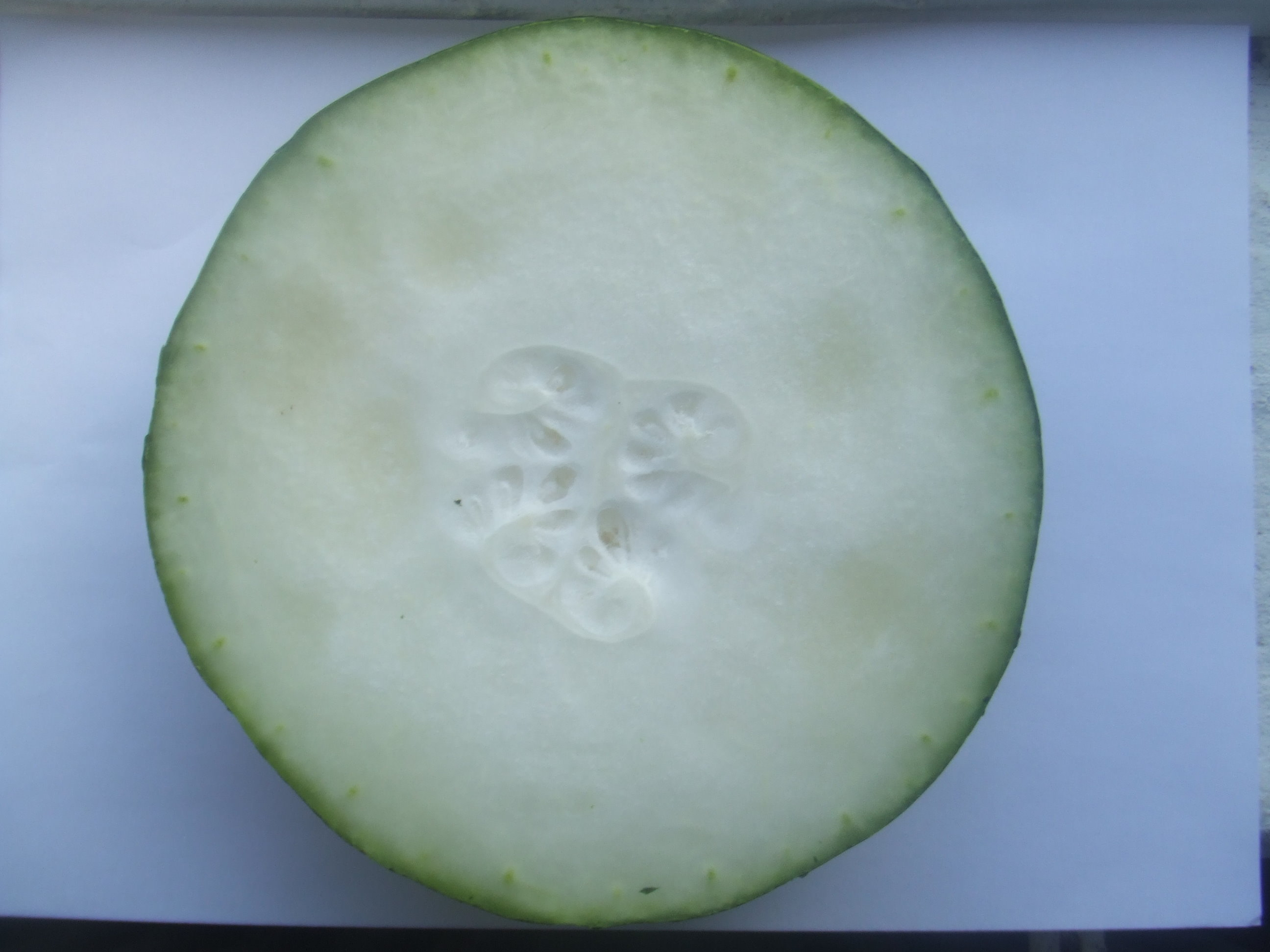
Doorsnede van waspompoen
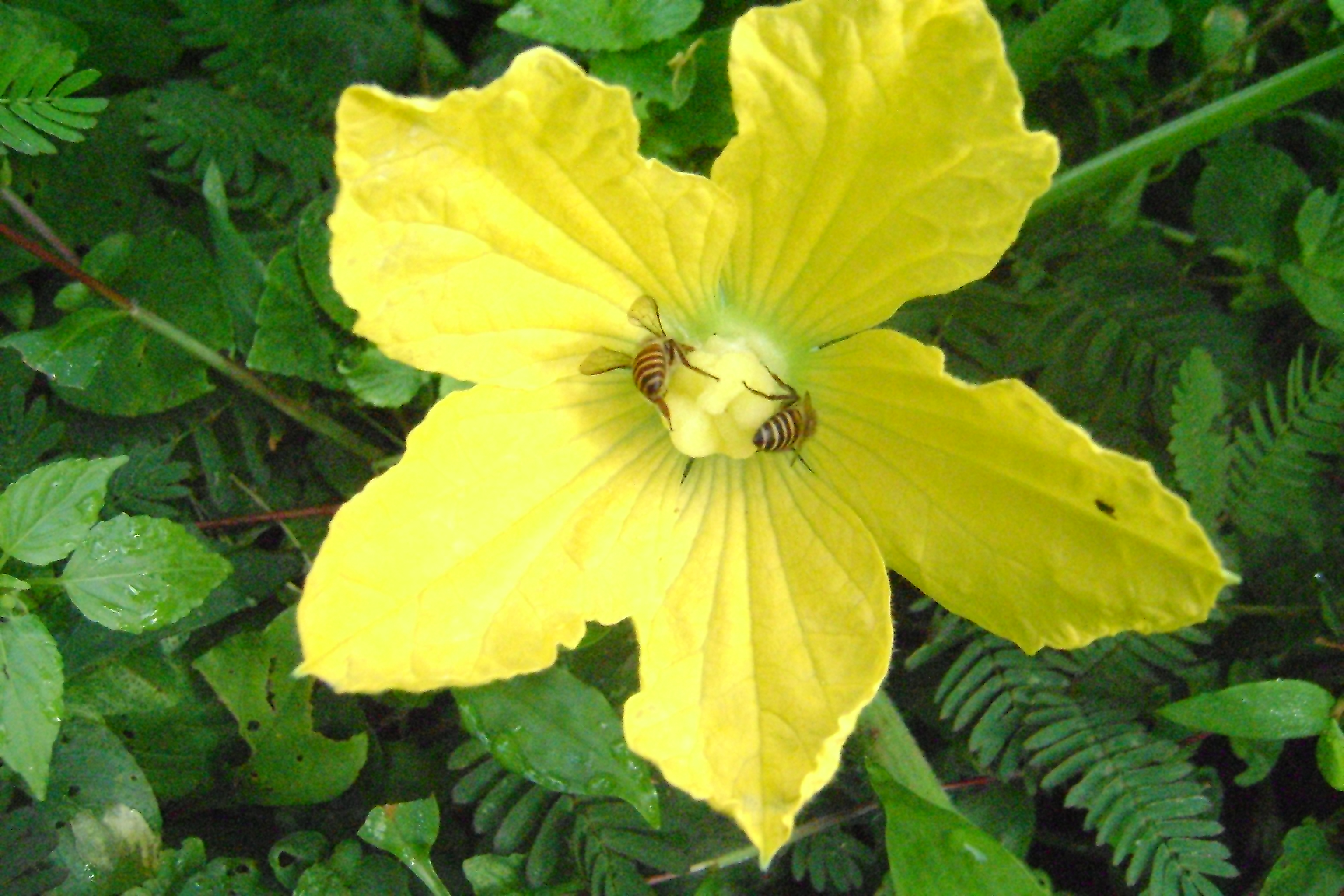
Bloem
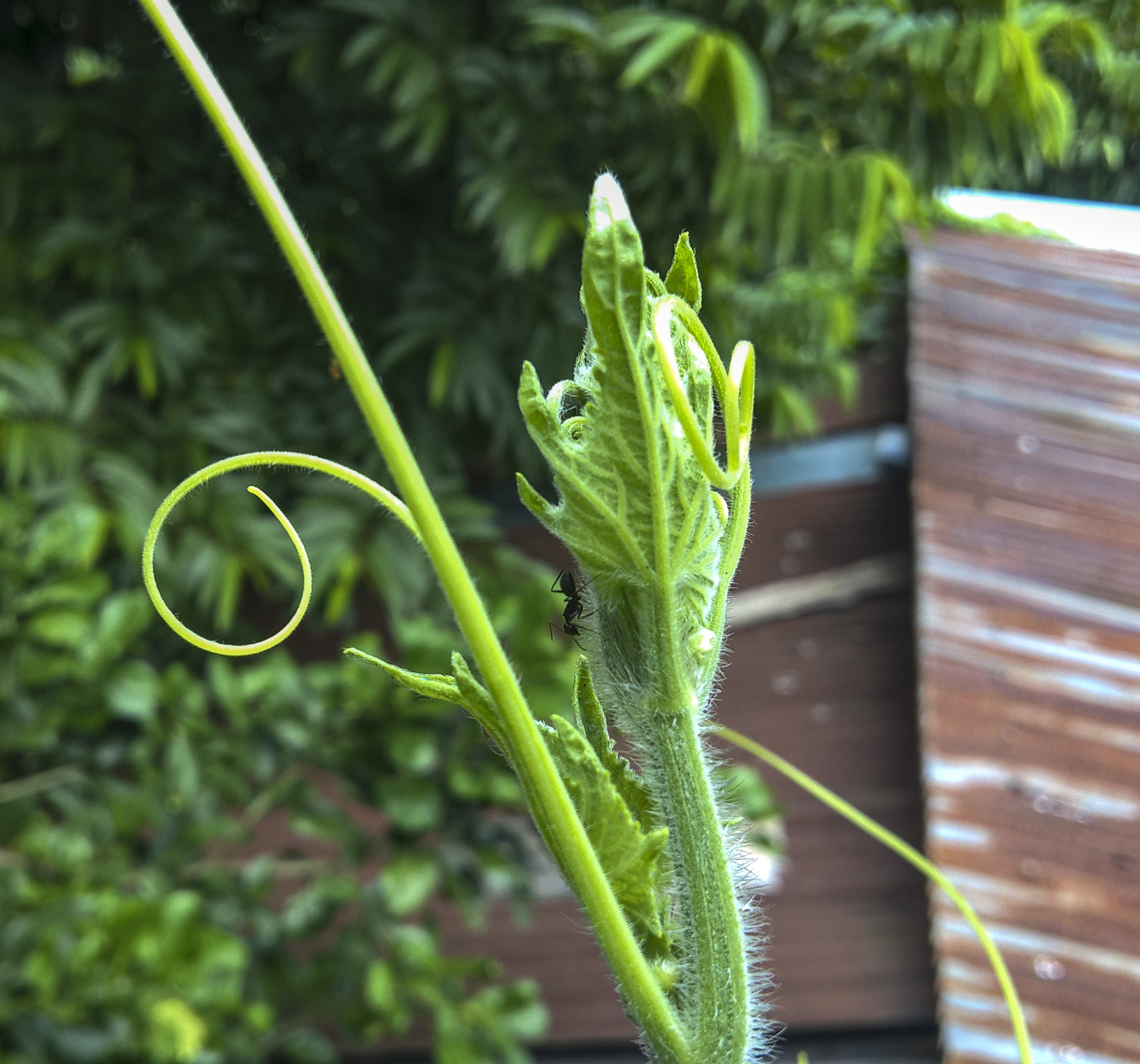
Knop